# Qazān Chāl
Qazān Chāl (persiska: قزان چال) är en ort i Iran.   Den ligger i provinsen Qazvin, i den nordvästra delen av landet, 100 km väster om huvudstaden Teheran. Qazān Chāl ligger 1 182 meter över havet och antalet invånare är 276.
Terrängen runt Qazān Chāl är platt.Runt Qazān Chāl är det ganska tätbefolkat, med 108 invånare per kvadratkilometer. Närmaste större samhälle är Abyek, 18,6 km öster om Qazān Chāl. Trakten runt Qazān Chāl består till största delen av jordbruksmark.